# Рыночная площадь (Выборг)
Рыночная площадь — площадь в старой части города Выборга, ограниченная Пионерской улицей, Прогонной улицей, Красноармейской улицей и набережной 30-го Гвардейского Корпуса. Является элементом редко встречающегося в градостроительстве комплекса — «каскада» из трёх площадей, расположенных на одной пространственной диагонали (Соборной, Театральной и Рыночной). С площади начинается главная улица города — проспект Ленина, и к ней примыкает центральный парк города — парк имени Ленина.

## История
В 1861 году выборгским губернским землемером Б. О. Нюмальмом был разработан городской план, предусматривавший снос устаревших укреплений Рогатой крепости и формирование сети новых кварталов правильной формы. В соответствии с планом в конце XIX века на месте разобранных укреплений была образована новая торговая площадь (этот участок у крепостной стены и ранее использовался для торговли). Напоминанием о старинной городской стене остаются Круглая башня, оказавшаяся на краю новой площади, а также цветная кладка камня в западном углу площади, повторяющая местоположение бывшей стены. К 1865 году площадь занимала около половины нынешней территории, а современные границы приобрела в 1880-х годах, когда была расширена до выровненной набережной бухты Салакка-Лахти, по которой была проложена ветка товарной железной дороги, разобранная в 1950-х годах. 
В 1912—1957 годах через площадь проходил маршрут выборгского трамвая, а в 1930-х — 1980-х годах (с перерывами) в северо-восточной части площади размещалась конечная станция пригородных автобусов. 
Площадь, вымощенная булыжником и брусчаткой, всегда использовалась для рыночной торговли (в настоящее время главным образом сувенирами). Первоначально в южной части площади в будние дни торговали крестьяне из окрестностей Выборга, устанавливавшие на пронумерованных на граните торговых местах возы и столики с продуктами. В северной части площади, у набережной, размещались рыбные ряды. В то время как на Рыночной площади сосредоточилась торговля продуктами питания, на площади Красного Колодца продавались товары, относящиеся к иным категориям. 
После сноса городских укреплений на краю площади оказалось здание старейшей финляндской аптеки, открытой в 1689 году (Красноармейская ул., 17). Фасад аптеки, перестроенный в 1880 году по проекту архитектора Ф. Пациуса, сохранил изгиб, оставшийся от старинной уличной планировки, сложившейся задолго до формирования площади. В 1860 году по проекту архитектора И.Е. Иогансона на участке, принадлежавшем семейству Теслевых (Теслефф), был построен жилой дом (ул. Северный Вал, 21), в котором жил известный финский художник Хуго Симберг; на первом этаже находились подразделения управления полиции. Вообще в зданиях, сформировавших площадь, преимущественно разместились учреждения, предприятия и организации. Главным фасадом на площадь выходит здание крытого городского рынка с часовой башенкой (ул. Северный Вал, 2), построенное в 1904—1905 годах по проекту архитектора Карла Сегерштадта (1873—1931) на месте бастиона Элеонор в стиле национального романтизма. В начале XX века данный рынок считался самым крупным в Фенноскандии. Помимо рынка, на ней возведено два банковских здания. В одном из них — бывшем банке Северных стран (в стиле неоренессанса, архитектор Вальдемар Аспелин, 1900 год (Пионерская ул., 4) длительное время располагалось центральное отделение Выборг-Банка; в бывшем отделении банка Финляндии, в стиле неоготики, архитектор Карл Густав Нюстрём, 1910 год (проспект Ленина, 2) размещаются подразделения городской администрации.
Резкие изменения в судьбе Рыночной площади связаны советско-финскими войнами (1939—1940, 1941—1944) и периодом вхождения Выборга в состав Карело-Финской ССР (1940—1944). В некоторых документах 1940 года площадь упоминается под названием Прогонной. В 1941 году было принято решение о переименовании площади в Колхозную, однако это название также не закрепилось по причине войны. Здания, окружающие площадь, были частично разрушены, но в послевоенные годы реконструированы. Не сохранилось здание гостиницы «Выборг» с магазинами и рестораном, занимавшее угловой участок на Прогонной улице.

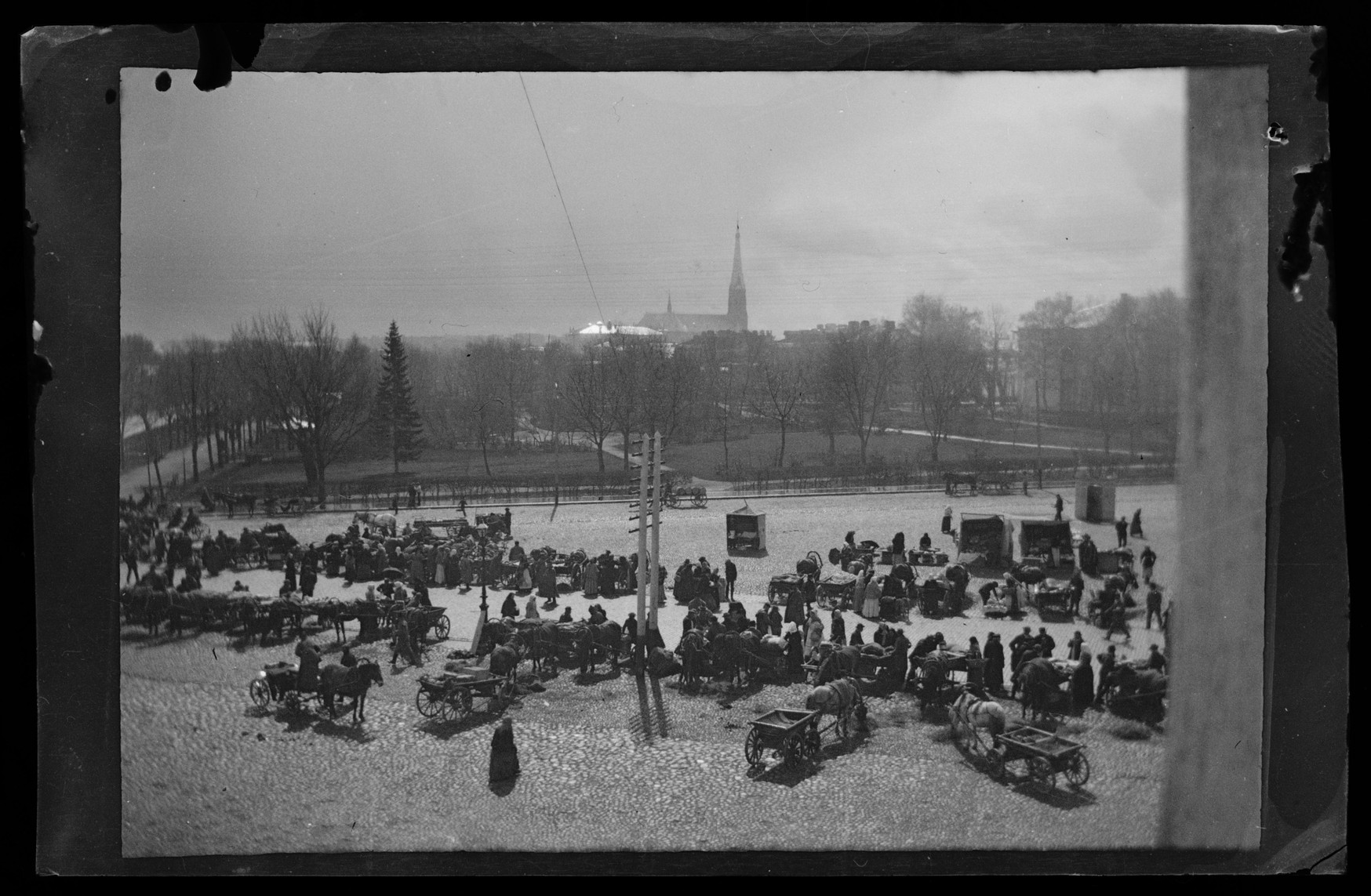
Рыночная площадь в 1902 году. Фото Хуго Симберга
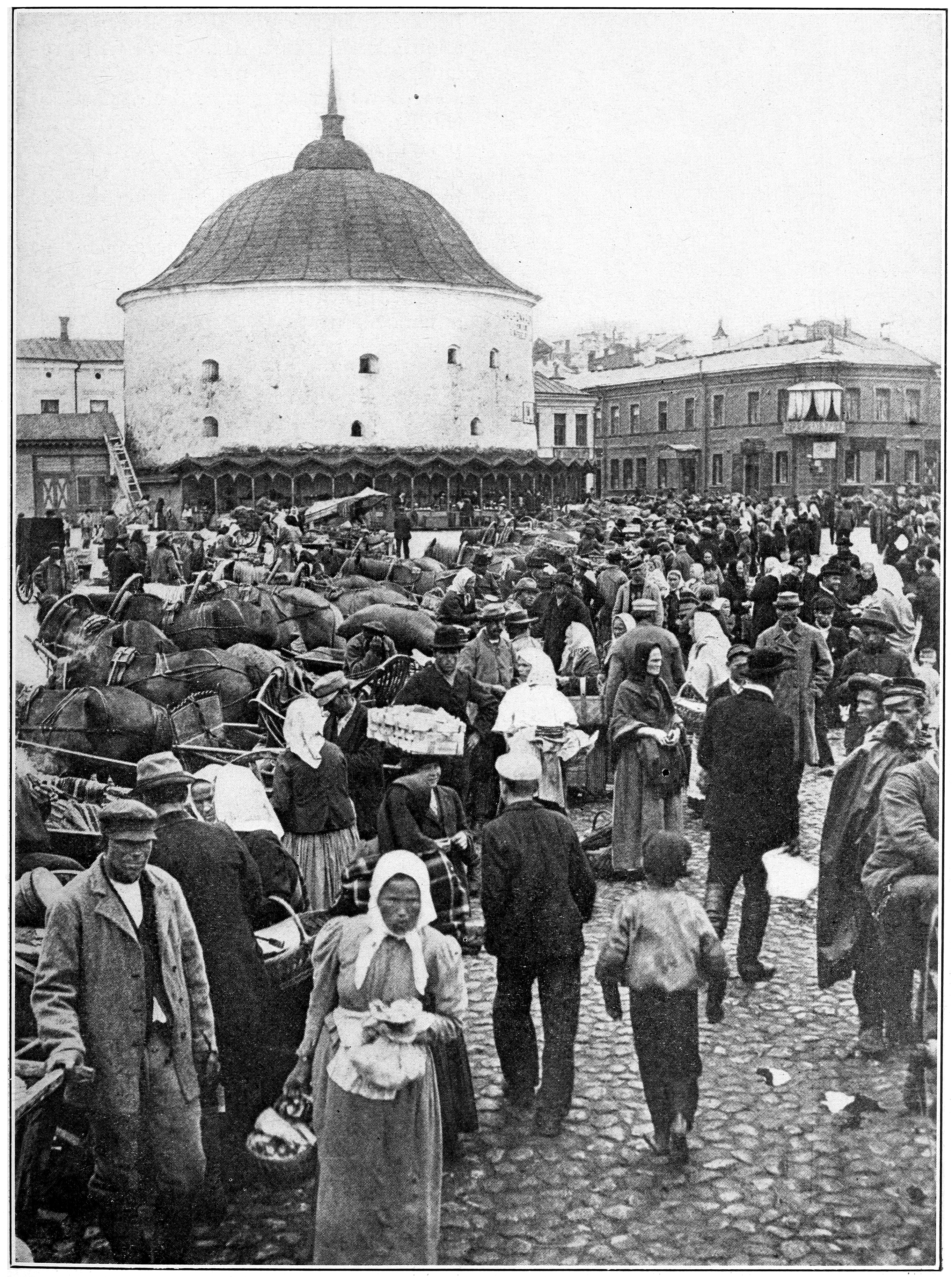
Рыночная площадь на рубеже XIX—XX веков
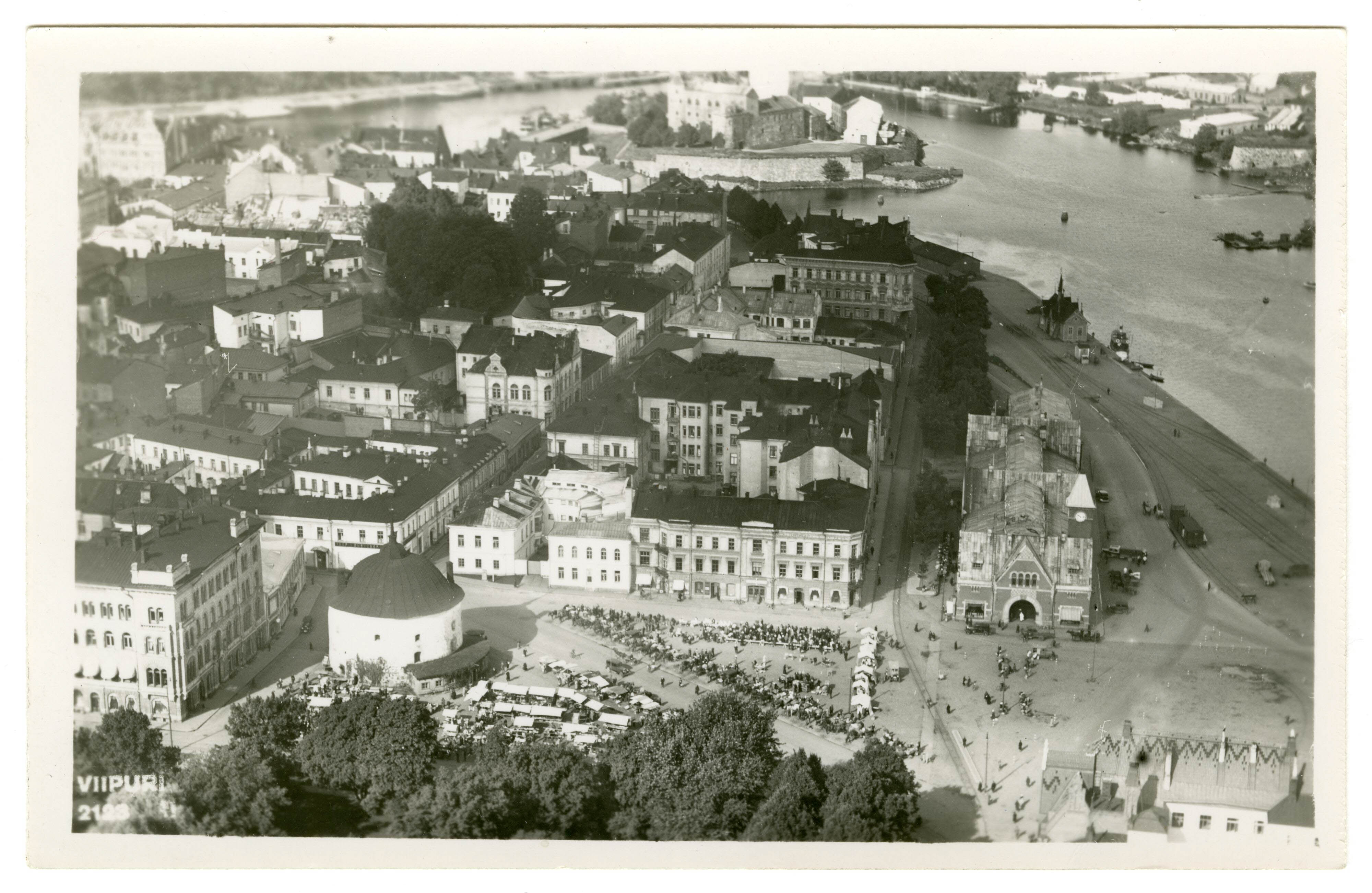
Рыночная площадь в 1930-х годах
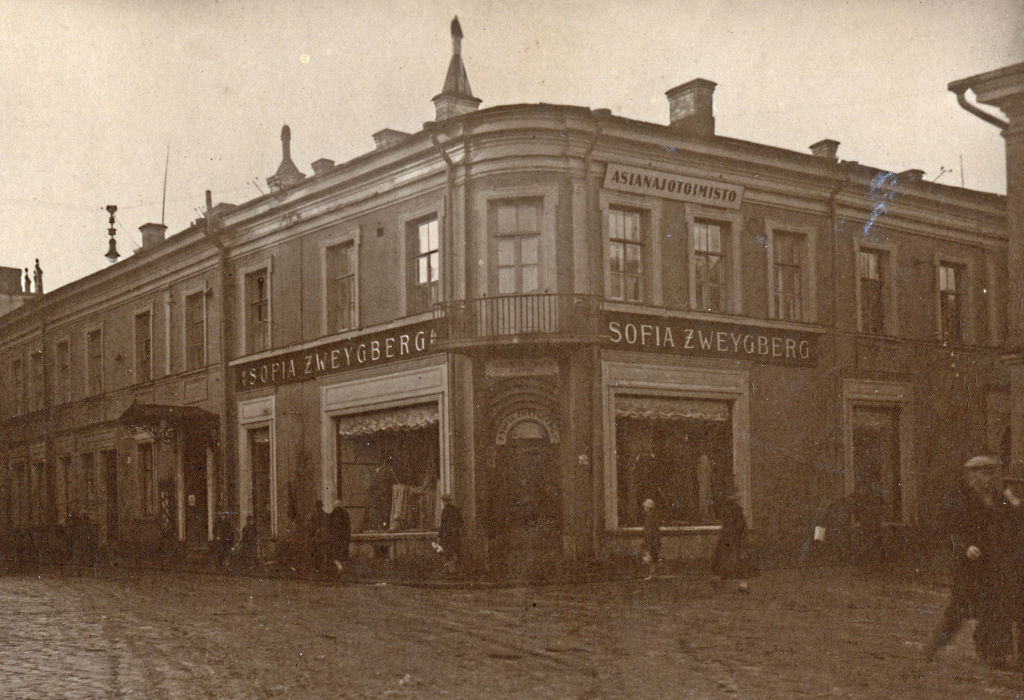
Утраченное здание на угловом участке. 1920-е годы
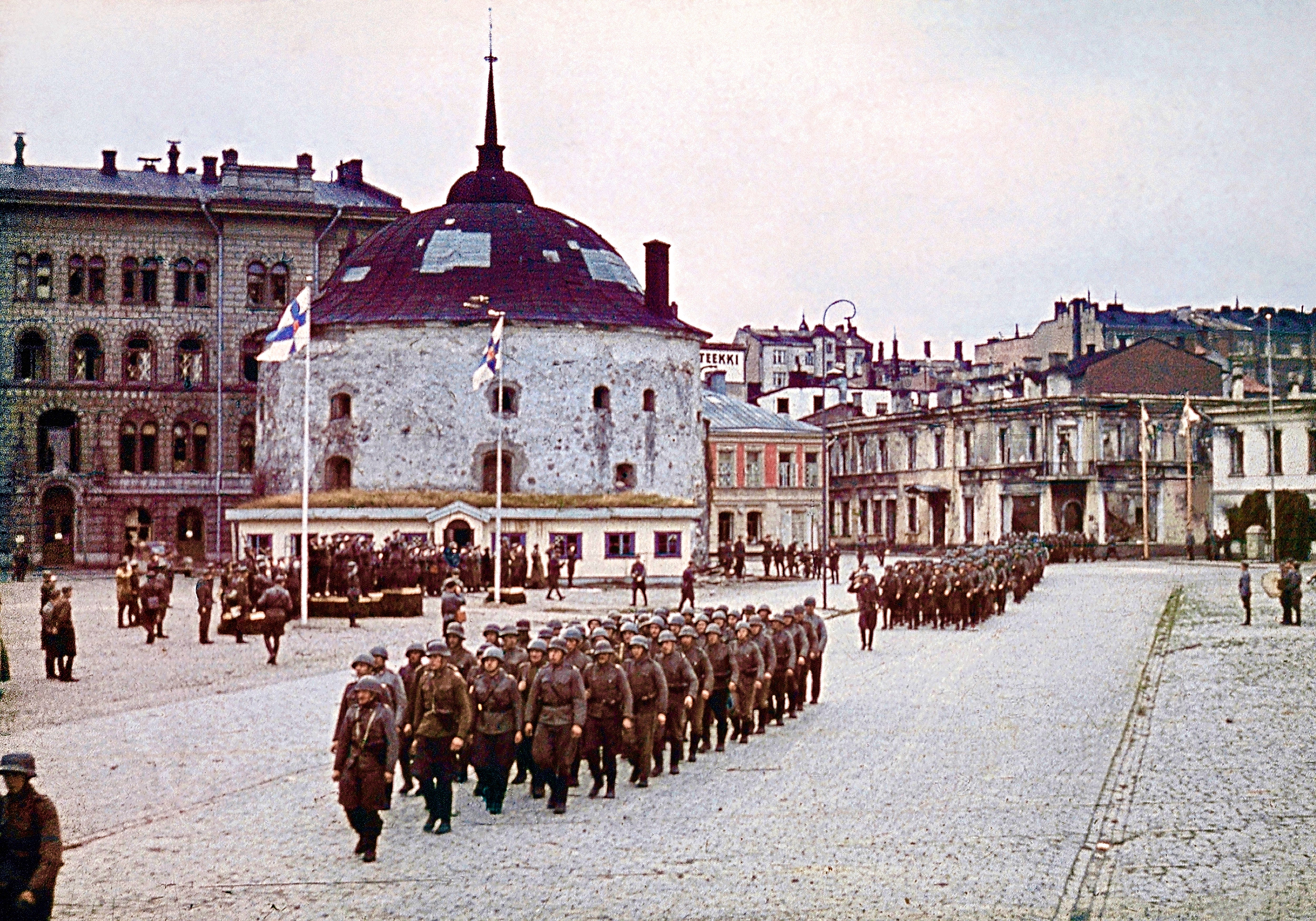
Финский военный парад в 1941 году. На заднем плане развалины здания на угловом участке
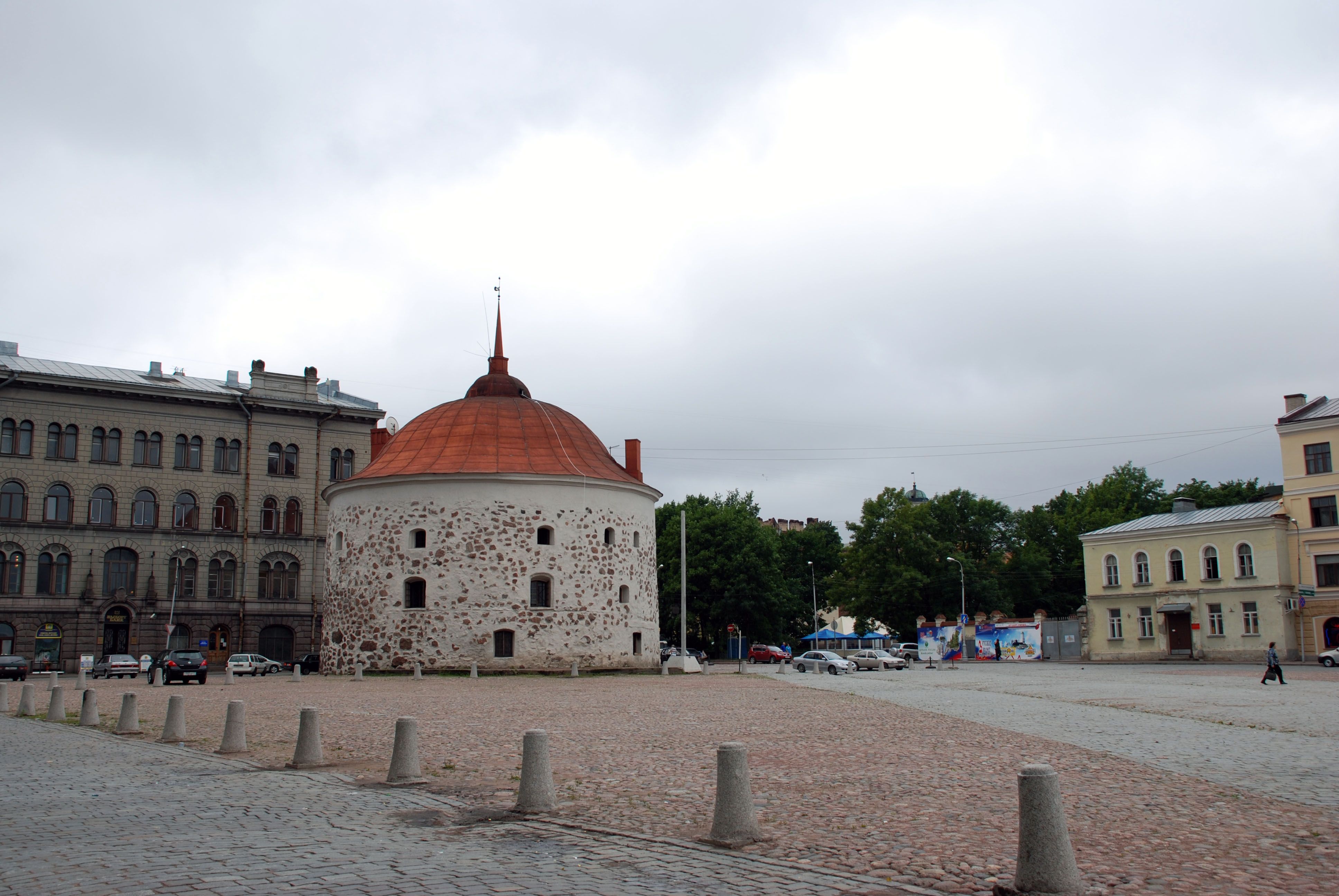
Круглая башня и пустующий угловой участок в 2009 году

В ходе работ по послевоенному восстановлению и благоустройству Выборга в 1950-х годах было реконструировано покрытие Рыночной площади, которую разделили газоном, расположенным по оси проспекта Ленина. К началу XXI века завершился долгострой, начатый в 1988 году на месте бывшей автобусной остановки: в 2009 году был введён в эксплуатацию международный деловой центр «Виктория» с гостиницей и ресторанами (наб. 40-летия ВЛКСМ, 1).
С 2008 года, после разделения всей территории Выборга на микрорайоны, Рыночная площадь относится к Центральному микрорайону города. На площади проводятся мероприятия, посвящённые городским праздникам и фестивалям.

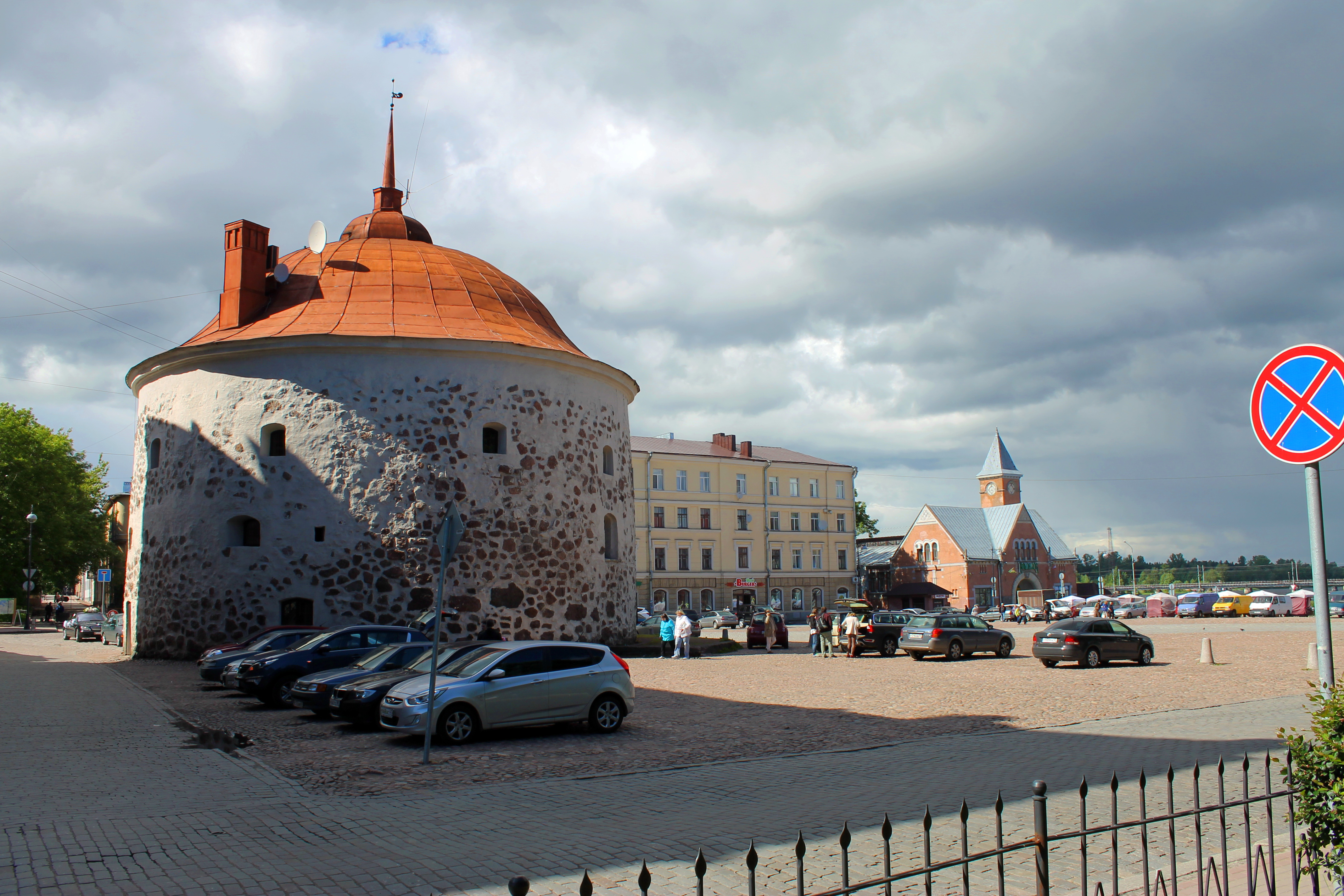
Рыночная площадь в 2014 году
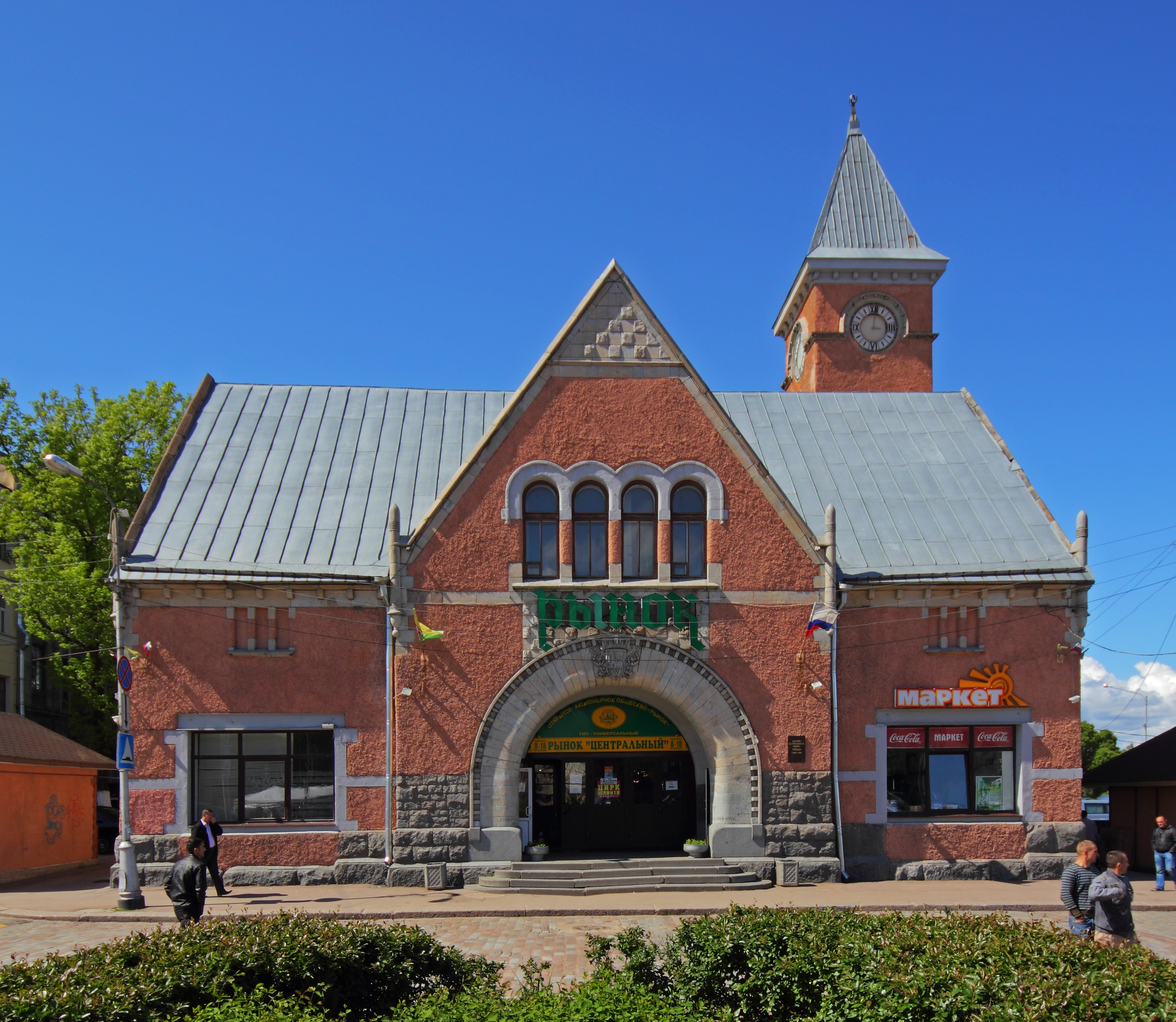
Центральный рынок
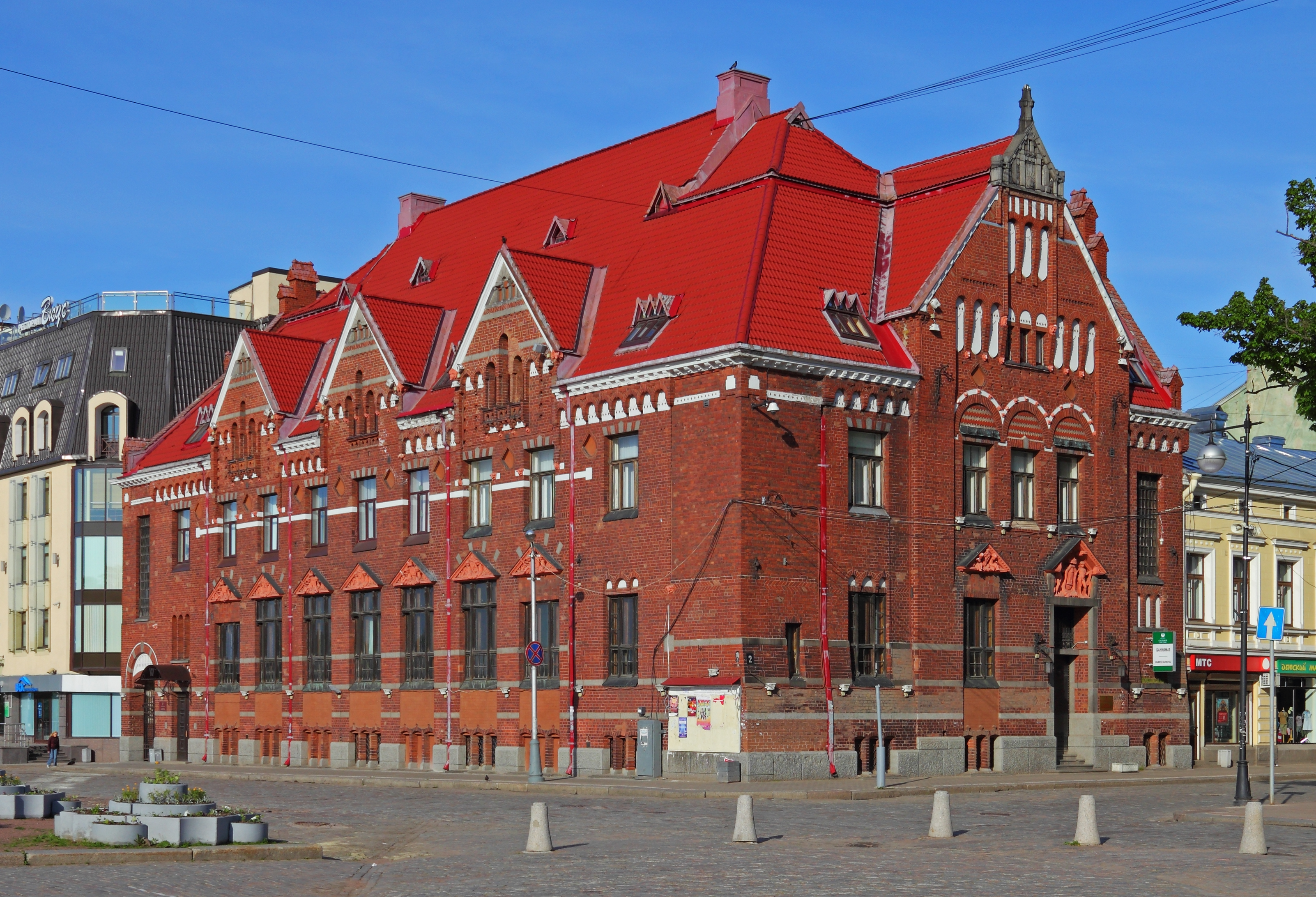
Бывшее отделение Банка Финляндии
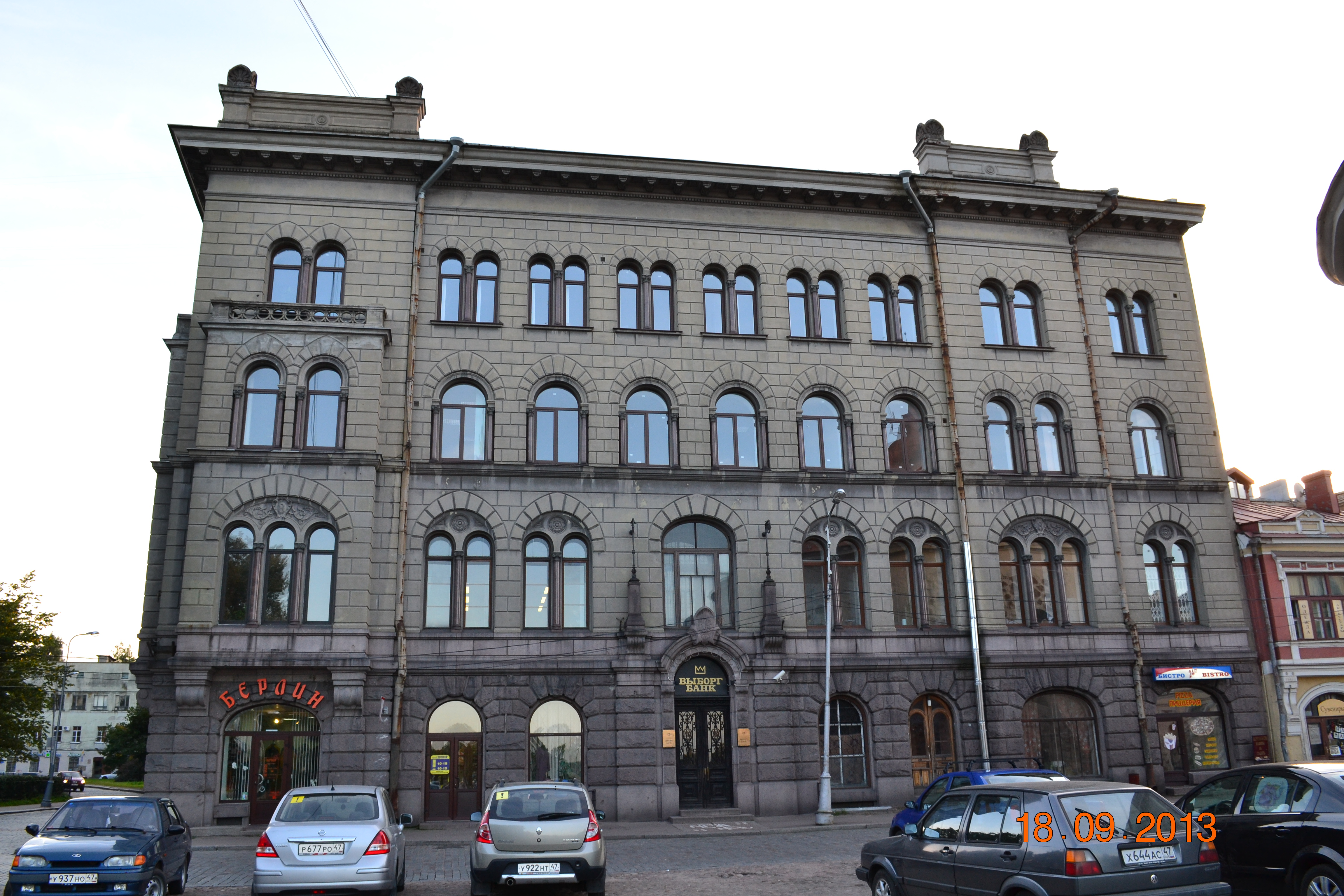
Здания бывшего банка Северных стран
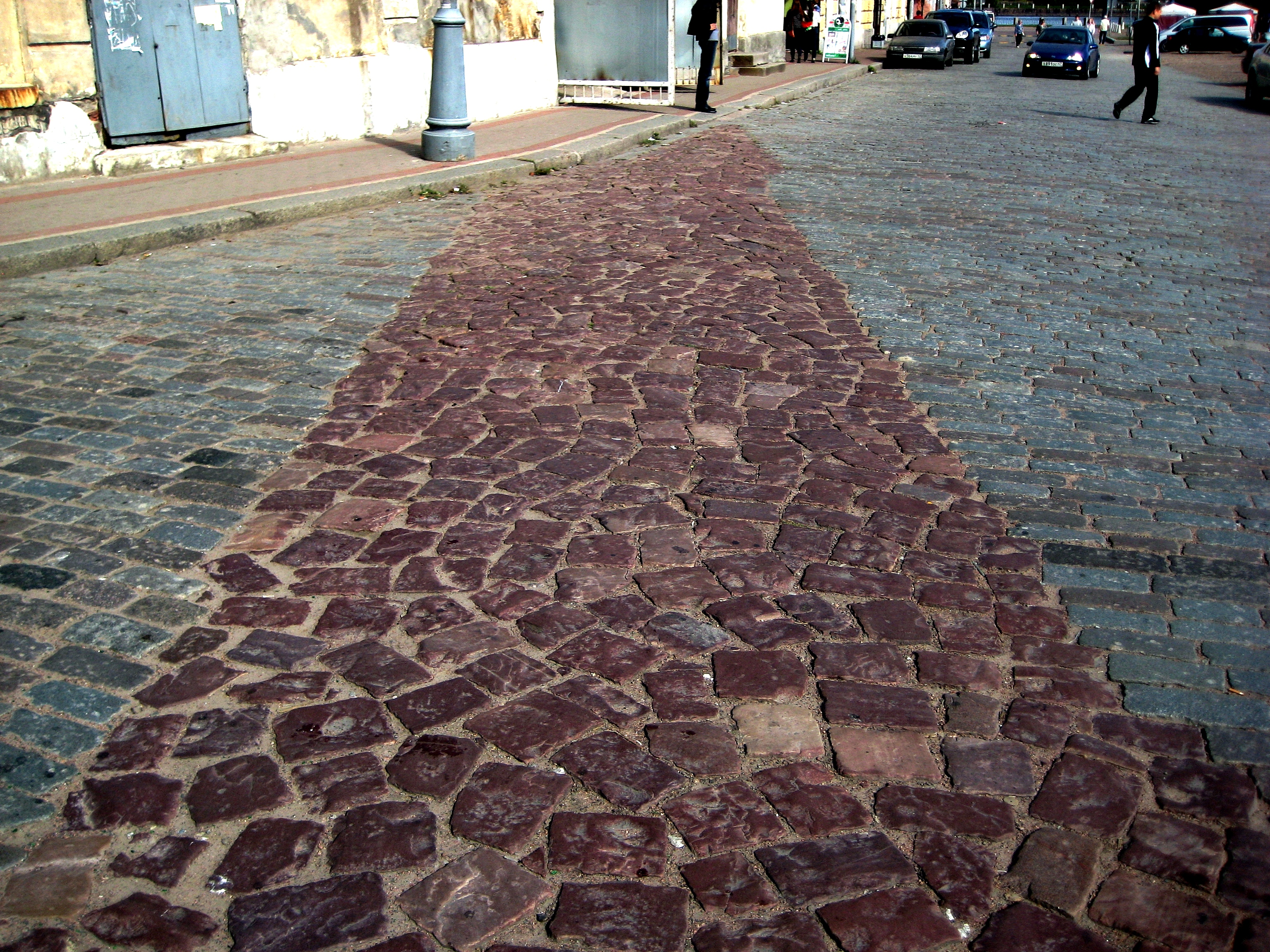
Цветная кладка камня на месте бывшей городской стены
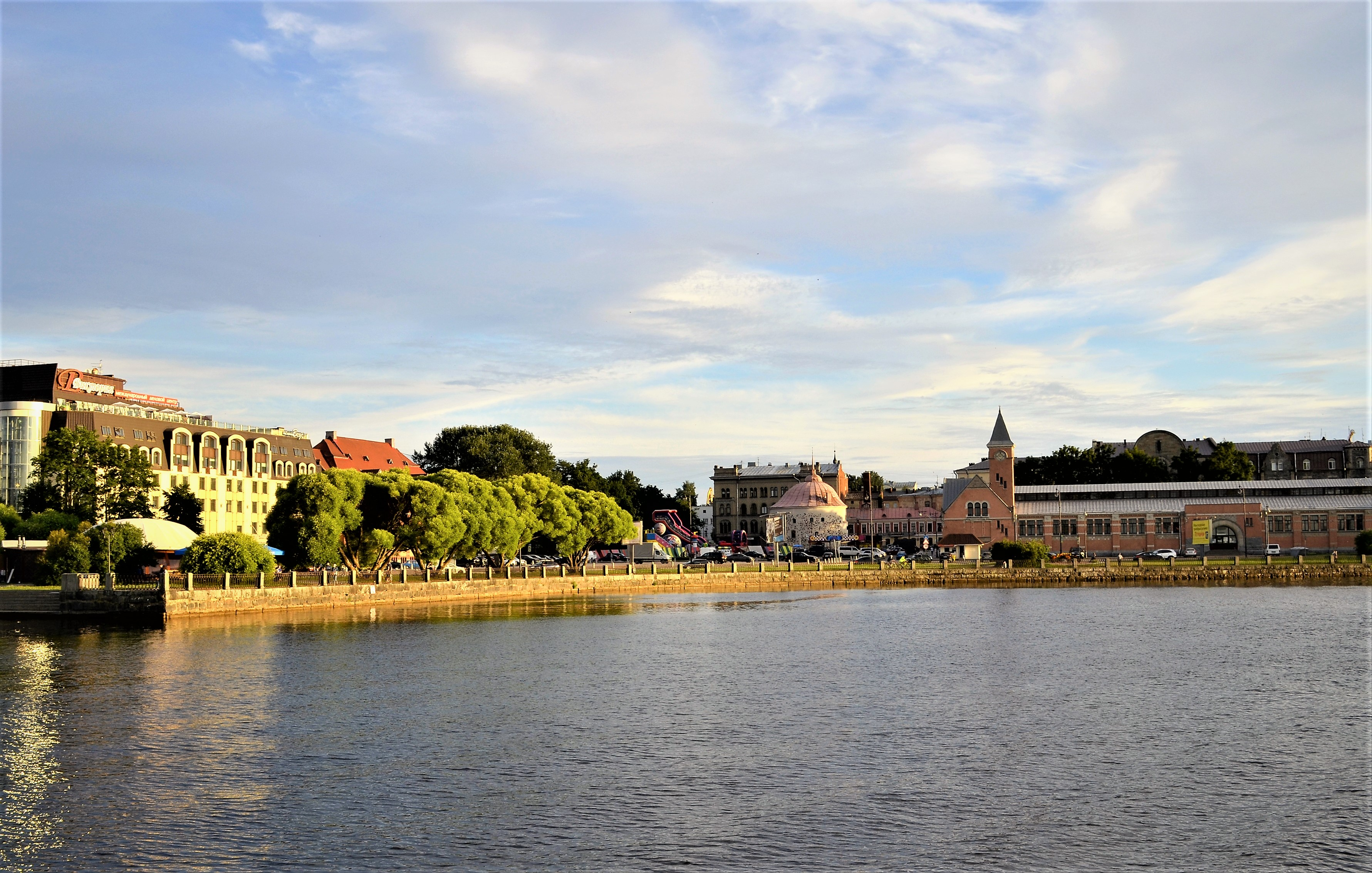
Вид на набережную и Рыночную площадь в 2020 году